# Forcipomyia tetrasticta
Forcipomyia tetrasticta är en tvåvingeart som först beskrevs av Jean-Jacques Kieffer 1919.  Forcipomyia tetrasticta ingår i släktet Forcipomyia och familjen svidknott.
Artens utbredningsområde är Ungern. Inga underarter finns listade i Catalogue of Life.